# Serie A2 1997-1998 (pallavolo femminile)
La Serie A2 femminile FIPAV 1997-98 fu la 21ª edizione della manifestazione organizzata dalla FIPAV.

## Le squadre partecipanti
Asso.Pr.Oli Amatori Bari e Cavagrande Messina erano le squadre provenienti dalla Serie A1, mentre Montichiari aveva ceduto il proprio posto all'Acmei Aproli Volley Bari. Le squadre provenienti dalla Serie B1 erano Figurella Firenze, Forme Sgarbi Soliera e Moreschi Vigevano, mentre la rinuncia di Melfi portò al ripescaggio della CSC Casal de' Pazzi Roma. Imperia e Agrigento cedettero i propri titoli alla Co.Mont. Granzotto San Donà di Piave e alla Futura Messina.
| Squadra                              | Stagioni in Serie A2 | Allenatore                             | Campo di gioco                             |
| ------------------------------------ | -------------------- | -------------------------------------- | ------------------------------------------ |
| Acmei Aproli Volley Bari             |                      | Bartolomeo Brattoli                    | Palasport di Castellaneta, TA              |
| Asso.Pr.Oli Amatori Bari             |                      | Vito Santamaria, poi Gianfranco Milano | PalaFlorio di Bari                         |
| Biasia Vicenza                       |                      | Atanas Malinov                         | PalaCia di Vicenza                         |
| Cavagrande Messina                   |                      | Carlo Parisi                           | PalaTracuzzi di Messina                    |
| Cervi Cucine Day Medical Castellanza |                      | Emilio Bianchini                       | Palasport di Castellanza, VA               |
| Co.Mont. Granzotto San Donà di Piave |                      | Giuseppe Giannetti                     | PalaBarbazza di San Donà di Piave, VE      |
| CSC Casal de' Pazzi Roma             |                      | Paolo Pedata, poi Paolo Collavini      | Palasport di Roma                          |
| Famila Imola                         |                      | Mario Sangiorgi                        | PalaRuggi di Imola, BO                     |
| Figurella Firenze                    |                      | Sergio Paoletti, poi Stoyan Guntchev   | PalaValenti di Firenze                     |
| Forme Sgarbi Soliera                 |                      | Gianpaolo Guidetti                     | Palasport di Soliera, MO                   |
| Futura Messina                       |                      | Dimiter Karov                          | Palasport di Barcellona Pozzo di Gotto, ME |
| Monte Schiavo Jesi                   |                      | Maurizio Moretti                       | PalaTriccoli di Jesi, AN                   |
| Moreschi Vigevano                    |                      | Mauro Rossi                            | PalaBasletta di Vigevano, PV               |
| Rifle Oranfrizer Sesto Fiorentino    |                      | Riccardo Martini                       | Palasport di Sesto Fiorentino, FI          |
| Rio Marsì Palermo                    |                      | Amedeo Serio                           | PalaDonBosco di Palermo                    |
| Sigest Aster Roma                    |                      | Piero Rosati                           | PalaCisalfa di Roma                        |

## Classifica
| Pos. | Squadra                              | Pt | G  | V  | P  | SV | SP |
| ---- | ------------------------------------ | -- | -- | -- | -- | -- | -- |
| 1.   | Rio Marsì Palermo                    | 52 | 30 | 26 | 4  | 78 | 27 |
| 2.   | Rifle Oranfrizer Sesto Fiorentino    | 46 | 30 | 23 | 7  | 78 | 34 |
| 3.   | Cervi Cucine Day Medical Castellanza | 42 | 30 | 21 | 9  | 76 | 41 |
| 4.   | Biasia Vicenza                       | 40 | 30 | 20 | 10 | 69 | 45 |
| 5.   | Monte Schiavo Jesi                   | 38 | 30 | 19 | 11 | 66 | 46 |
| 6.   | Famila Imola                         | 34 | 30 | 17 | 13 | 65 | 56 |
| 7.   | Moreschi Vigevano                    | 34 | 30 | 17 | 13 | 61 | 54 |
| 8.   | Asso.Pr.Oli Amatori Bari             | 32 | 30 | 16 | 14 | 60 | 57 |
| 9.   | Futura Messina                       | 30 | 30 | 15 | 15 | 60 | 62 |
| 10.  | Figurella Firenze                    | 28 | 30 | 14 | 16 | 55 | 56 |
| 11.  | Co.Mont. Granzotto San Donà di Piave | 28 | 30 | 14 | 16 | 55 | 61 |
| 12.  | Sigest Aster Roma                    | 26 | 30 | 13 | 17 | 47 | 58 |
| 13.  | Forme Sgarbi Soliera                 | 22 | 30 | 11 | 19 | 50 | 68 |
| 14.  | Acmei Aproli Volley Bari             | 16 | 30 | 8  | 22 | 45 | 76 |
| 15.  | Cavagrande Messina                   | 12 | 30 | 6  | 24 | 29 | 78 |
| 16.  | CSC Casal de' Pazzi Roma             | 0  | 30 | 0  | 30 | 15 | 90 |

| Promossa in Serie A1 | Promossa dopo i play-off promozione | Retrocesse in Serie B1 |